# Андрі Гудйонсен
Заголовок цієї статті — це ісландське ім'я, де Андрі Лукас — особове ім'я, а Гудйонсен — ім'я по батькові. 
Андрі Лукас Гудйонсен (ісл. Andri Lucas Guðjohnsen, нар. 29 січня 2002, Лондон, Велика Британія) — ісландський футболіст, центральний форвард данського клубу «Люнгбю» та національної збірної Ісландії.

## Клубна кар'єра
Андрі Лукас народився у Лондоні, де на той час його батько — відомий ісландський футболіст Ейдур Ґудйонсен виступав у складі лондонського «Челсі». Згодом Ейдур перейшов до складу іспанської «Барселони» і маленький Андрі разом з родиною переїхав до Іспанії. Саме там він і почав займатися футболом. Спочатку це булли каталонські футбольні академії клубів «Барселона» та «Еспаньйол». А у 2018 році Андрі Лукас приєднався до резервного складу мадридського «Реалу» — «Реал Мадрид Кастілья». Влітку 2021 року Андрі Лукас підписав з клубом професійний контракт і був включений в заявку «Реала» на матчі Ліги чемпіонів/
22 липня 2022 перейшов у шведський клуб «Норрчепінг», де провів один сезон, після чого у серпні 2023 року вирушив в оренду в датський клуб «Люнгбю», в орендну угоду з опцію викупу.

## Збірна
Андрі Лукас з 2017 року виступає за юнацькі збірні Ісландії різних вікових категорій. У вересні 2021 року у матчі відбору до Чемпіонату світу 2022 року у Катарі проти команди Румунії Андрі Лукас дебютував у складі національної збірної Ісландії. А вже за три дні у наступній грі проти Північної Македонії Андрі Лукас відмітився першим забитим голом у збірній.

## Особисте життя
Андрі Лукас народився у футбольній родині. Його батько Ейдур Ґудйонсен — відомий ісландський футболіст, що грав у складі «Челсі» та «Барселони», а також є учасником Євро-2016. Дідусь Андрі Лукаса — Арнор Гудйонсен також в минулому гравець збірної Ісландії, у складі якої провів 73 матчі.